# Тянь Цзиюнь
Тянь Цзию́нь (кит. трад. 田紀雲, упр. 田纪云, пиньинь Tián Jìyún, род. в июне 1929 года, пров. Шаньдун), вице-премьер Госсовета КНР (1983—1993) и его ответственный секретарь (1983—1987), зампред ПК ВСНП (1993—2003), член Политбюро ЦК КПК (1985—2002), секретарь ЦК КПК (1985-87). Один из ведущих китайских лидеров-реформаторов 1980-х — входил в так называемую Сычуаньскую группу Дэн Сяопина, затем защитник экономической программы китайского верховного лидера КНР Цзян Цзэминя.
Член КПК с мая 1945 года, член ЦК КПК 12 созыва, в сентябре 1985 года кооптирован в Секретариат и Политбюро ЦК КПК 12 созыва (член последнего по 15 созыв включительно).

## Биография
По национальности ханец.
Подростком осенью 1941 года в рядах Восьмой армии принимал участие в войне против Японии.
В 1969—1981 гг. работал в пров. Сычуань, «после 1975 года стал правой рукой Чжао Цзыяна, тогдашнего губернатора провинции», — писала «New York Times».
В 1981-83 гг. заместитель, в 1983-87 гг. ответственный секретарь Госсовета КНР и в 1983-93 гг. вице-премьер Госсовета КНР (до 1988 года четвёртый, затем второй по рангу).
В 1993—2003 гг. 1-й (по перечислению) заместитель председателя Постоянного комитета Всекитайского собрания народных представителей 8-9 созывов.
«Следует дать себе ясный отчет, что частные предприниматели не являются „врагами“ социализма, а „помощниками“ и строителями социализма с китайской спецификой», — отмечал он в своей статье в «Жэньминь жибао» за 19.03.2002.
Заявлял о нежелании Китая вступать в какие-либо военные союзы и блоки.
Супруга Ли, два сына и две дочери.